# Auditoria fiscal
L'auditoria fiscal és el procés sistemàtic d'obtenir i avaluar les proves amb caràcter tributari que estiguin adequades als principis i normes comptables generalment acceptades

## Objectius de l'auditoria fiscal
- comprovar que l'empresa ha reflectit adequadament les obligacions tributàries, en funció del principi d'acreditació, havent fet una provisió correcta dels riscs derivats de possibles circumstàncies fiscals
- Comprovar si s'ha fet el pagament efectiu segons els terminis i els requisits establerts
- Avaluar l'eficàcia dels controls interns.

## Personal que realitza l'auditoria
- auditors de comptes independents: Recomanen actuacions de millora
- funcionaris públics de l'administració tributària: encarregats d'inspeccionar i exigir el compliment de les obligacions tributàries per part de l'empresa.